# Grant Dalton
Pour les articles homonymes, voir Dalton.
Grant Dalton, né le 1er juillet 1957 à Auckland, est un skipper néo-zélandais. Il est le directeur du Team New Zealand.

## Palmarès
- 2007 : Vainqueur de la Coupe Louis-Vuitton et finaliste de la Coupe de l'America 2007
- 2002 : 3e de la Volvo Ocean Race sur Amer Sports One
- 2001 : 1er de The Race sur le catamaran Club Med en 62 j 06 h 56 min 33 s[2]
  - record de distance à la voile en 24 heures sur Club Med : 655,2 milles

- 2000 :
  - Record de la Route de la découverte sur Club Med en 10 j 14 h 53 min 44 s
  - record de distance à la voile en 24 heures sur Club Med : 625,7 milles

- 1998 : 2e de la Whitbread sur Merit Cup
- 1994 : 1er de la Whitbread sur New Zealand Endeavour [3]
- 1990 : 2e de la Whitbread sur Fisher and Paykel
- 1987 : Finaliste de la Coupe Louis-Vuitton
- 1986 : 7e de la Whitbread sur Lion New Zealand skippé par Peter Blake

## Récompenses
- 2001 : marin néo-zélandais de l'année[4]